# Ахмедли, Тарлан Сеймур оглы
Тарлан Сеймур оглы Ахмедли (азерб. Əhmədli Tərlan Seymur oğlu; род. 21 ноября 1994, Баку, Азербайджан) — азербайджанский футболист, вратарь клуба «Араз-Нахчыван».

## Клубная карьера
Тарлан Ахмедли начал профессиональную карьеру в 2011 году с выступления в составе клуба азербайджанской Премьер-Лиги ФК «Ряван». В январе 2013 года, во время зимнего трансферного окна подписал полутарогодовой контракт с ФК «Сумгаит». Играл как за дублирующий, так и за основной составы «химиков».
Дебютировал в составе «Сумгаита» 20 декабря 2013 года в гостевом матче Премьер-лиги против ФК «Хазар-Ленкорань». Вышел на поле на 46 минуте .
В сезоне 2023/2024 играл за «Туран».
30 мая 2024 года перешёл в «Араз-Нахчыван». Контракт рассчитан до конца сезона 2024/2025. 29 мая 2025 года продлил контракт на 1 год.

### Чемпионат
| № | Сезон     | Клуб      | Лига         | Игр | Минут | В заявке | Голов |
| - | --------- | --------- | ------------ | --- | ----- | -------- | ----- |
| 1 | 2011/2012 | «Ряван»   | Премьер-лига | 0   | 0     | 1        | 0     |
| 2 | 2012/2013 | «Сумгаит» | Премьер-лига | 0   | 0     | 1        | 0     |
| 3 | 2013/2014 | «Сумгаит» | Премьер-лига | 2   | 134   | 8        | 0     |